# ناحیه تان ترو
ناحیه تان ترو (به لاتین: Tân Trụ District) یک منطقهٔ مسکونی در ویتنام است که در مکونگ دلتا واقع شده‌است.

## خصوصیات
ناحیه ‌تان ترو ۱۷۵ کیلومترمربع مساحت و ۶۲٬۶۳۳ نفر جمعیت دارد.